# Luisito Carrión
Luisito Carrión  (* 26. Oktober 1962 in Arecibo, Puerto Rico), eigentlich Ángel Luis Carrión Cáceres, ist ein Salsamusiker der aktuell mit zu den besten Künstlern der Stilrichtung Son Boricua gezählt wird.

## Werdegang
Luisito Carrión begann sich schon in früher Jugend für den Salsa zu interessieren. Er wurde von seinem Vater Angel Ruiz Carrión inspiriert, welcher als musikalischer Leiter der Gruppe Orquesta Kafé tätig war und Salsa, Boleros und Merengue spielte. Luisito Carrión war zu Beginn Trompetenspieler im Orquesta Kafé, bis er nach einem Autounfall im Jahr 1980 mehrere Zähne verlor und nicht mehr Trompete spielen konnte. Carrión begann, nachdem er seit 1984 eine Zeitlang im Orquester von Bobby Valentín spielte, eine Solokarriere. Nach Auftritten in Puerto Rico und Cali/Kolumbien wurden seine Songs durch energiegeladene und charismatische Salsarhythmen berühmt. Zu seinen größten Hits zählen unter anderem Lieder wie: „Presumida“, „Nadie como Tú“, „Amiga Mía“, „Muriendo“, „Un Buen Cuento De Amantes“, „Modelo De La Noche“ und „Tu Amante Y Tu Amigo“. Carrión selbst sieht sich nicht als Salsero oder Sonero, „Yo hago música para el bailador y para el pueblo. – Ich mache Musik für den Tänzer und für das Volk“.

## Diskografie
- Y Ahora Voy Yo (1992)
- Con Respeto (1995)
- Sin Tu Amor (2000)
- Ivan Cáceres y su Bongolandia (2003)
- Clasicos En Vivo (2006)